# Нильсен, Бьёрн
Бьёрн Нильсен (дат. Bjørn Nielsen; 4 октября 1907 — 21 мая 1949) — датский шахматист.
В составе национальной сборной участник неофициальной и двух официальных шахматных олимпиад. На неофициальной олимпиаде 1936 г. получил малую золотую медаль за победу на 3-й доске. Четырехкратный чемпион Дании (1941, 1942, 1944, 1946 гг.). Также делил 1-е место в 1947 и 1949 гг. (получил две серебряные медали).

## Шахматные книги
Из шахматных книг Б. Нильсена наиболее известна биографическая работа "Aron Nimzowitsch" (Dansk Skakforlag 1945, 444 pp.). Эта книга в значительной степени повлияла на становление главной звезды датских шахмат Б. Ларсена, о чем он сам неоднократно говорил:
"У нас в Дании издана очень хорошая книга о Нимцовиче, написанная Бьёрном Нильсеном, где многие партии приведены с примечаниями самого Нимцовича".
Другая популярная в Дании книга Б. Нильсена — "Alt om Skak" (Odense 1943, 524 pp.; в соавторстве с А. Кристенсеном).

## Примечательная партия
Б. Нильсен является членом символического клуба Михаила Чигорина с 19 сентября 1941 года. В этот день состоялась его партия с действующим на тот момент чемпионом мира А. А. Алехиным. Это была партия предпоследнего тура крупного международного турнира в Мюнхене (турнир имел статус чемпионата Европы). Алехин на пол-очка отставал от лидировавшего Г. Штольца и стремился только к победе, однако попал в цейтнот и не справился с трудностями. Участник того турнира немецкий мастер К. Рихтер оставил такие воспоминания об этой партии:
"... Кто сегодня в центре внимания? Совершенно бесподобная пара: чемпион мира и датчанин Бьёрн Нильсен. Их партия продолжается уже 5 часов. На небольшом столике перед ними 2 флажка: у Алехина — французский, а у его соперника — красно-белый Даннеброг. Кроме того, на нем пепельница и стакан какао. На другом маленьком столике лежат бумага и письменные принадлежности. А на первом столе, естественно, доска с шахматными фигурами, именно там совершается процесс творчества. Уравновешенный, спокойный, опустив голову на руки, сидит Нильсен — худой, с тонким профилем, темными волосами, напротив своего знаменитого соперника. Основное внимание чемпиона мира на время и только затем на фигуры. В этот день игрался сдвоенный тур. Каждый участник имел второго противника. Незаметно проходит время, особенно много затратил его чемпион мира. Судья заметил: "Алехин попал в цейтнот". Ход часов безжалостен, да и к тому же неблагоприятная обстановка: безразличная болтовня зрителей, отвратительное освещение (лампа прямо перед играющими) — всё мешает игре. Алехин не может сдержать свой темперамент, очень характерный для его страстной, мужественной манеры игры. Его руки в постоянном движении, видимо, он потерял терпение. Обычно безупречно причесанный, он то судорожно гладит подбородок, то закручивает локоны шевелюры. Может быть, это помогает направлению мыслей? Знатоки утверждают, что он ведет себя так, когда в досаде или плохом настроении. Действительно, его позиция неудовлетворительна. В этой партии он теряет лидерство в турнире. Еще не менее 10 минут на скамье для пыток. Фигуры мелькают над доской. Пальцы Алехина нависли в миллиметрах от фигуры, он готов схватить ее и перевести часы в одно мгновенье. Тем не менее у него большие потери. Проходит период лихорадочного волнения. Все проясняется — его король не может спастись от угроз Нильсена. С рывком Алехин выдвигает стул, его нервы сдали окончательно. На лице датчанина счастливая улыбка. После 6 часов удушающего напряжения он приходит в себя. Он победил чемпиона мира". 
Алехин характеризовал своего соперника как "игрока очень опытного, спокойного, невозмутимого, который, даже защищая трудные, очень рискованные позиции, был в состоянии создать контратаку".
|   | a | b | c | d | e | f | g | h |   |
| - | --- | --- | --- | --- | --- | --- | --- | --- | - |
| 8 | b8 чёрная ладья · c8 чёрный ферзь · g8 чёрный король · a7 белая ладья · c7 чёрная пешка · f7 чёрная пешка · g7 чёрная пешка · d6 чёрная пешка · f6 чёрный слон · h6 чёрная пешка · c5 чёрный конь · d5 белая пешка · e5 чёрная пешка · c4 белый конь · e4 белая пешка · f4 белая пешка · a3 белый ферзь · c3 белая пешка · g3 белая пешка · h3 белая пешка · c2 белый слон · g2 белый король | b8 чёрная ладья · c8 чёрный ферзь · g8 чёрный король · a7 белая ладья · c7 чёрная пешка · f7 чёрная пешка · g7 чёрная пешка · d6 чёрная пешка · f6 чёрный слон · h6 чёрная пешка · c5 чёрный конь · d5 белая пешка · e5 чёрная пешка · c4 белый конь · e4 белая пешка · f4 белая пешка · a3 белый ферзь · c3 белая пешка · g3 белая пешка · h3 белая пешка · c2 белый слон · g2 белый король | b8 чёрная ладья · c8 чёрный ферзь · g8 чёрный король · a7 белая ладья · c7 чёрная пешка · f7 чёрная пешка · g7 чёрная пешка · d6 чёрная пешка · f6 чёрный слон · h6 чёрная пешка · c5 чёрный конь · d5 белая пешка · e5 чёрная пешка · c4 белый конь · e4 белая пешка · f4 белая пешка · a3 белый ферзь · c3 белая пешка · g3 белая пешка · h3 белая пешка · c2 белый слон · g2 белый король | b8 чёрная ладья · c8 чёрный ферзь · g8 чёрный король · a7 белая ладья · c7 чёрная пешка · f7 чёрная пешка · g7 чёрная пешка · d6 чёрная пешка · f6 чёрный слон · h6 чёрная пешка · c5 чёрный конь · d5 белая пешка · e5 чёрная пешка · c4 белый конь · e4 белая пешка · f4 белая пешка · a3 белый ферзь · c3 белая пешка · g3 белая пешка · h3 белая пешка · c2 белый слон · g2 белый король | b8 чёрная ладья · c8 чёрный ферзь · g8 чёрный король · a7 белая ладья · c7 чёрная пешка · f7 чёрная пешка · g7 чёрная пешка · d6 чёрная пешка · f6 чёрный слон · h6 чёрная пешка · c5 чёрный конь · d5 белая пешка · e5 чёрная пешка · c4 белый конь · e4 белая пешка · f4 белая пешка · a3 белый ферзь · c3 белая пешка · g3 белая пешка · h3 белая пешка · c2 белый слон · g2 белый король | b8 чёрная ладья · c8 чёрный ферзь · g8 чёрный король · a7 белая ладья · c7 чёрная пешка · f7 чёрная пешка · g7 чёрная пешка · d6 чёрная пешка · f6 чёрный слон · h6 чёрная пешка · c5 чёрный конь · d5 белая пешка · e5 чёрная пешка · c4 белый конь · e4 белая пешка · f4 белая пешка · a3 белый ферзь · c3 белая пешка · g3 белая пешка · h3 белая пешка · c2 белый слон · g2 белый король | b8 чёрная ладья · c8 чёрный ферзь · g8 чёрный король · a7 белая ладья · c7 чёрная пешка · f7 чёрная пешка · g7 чёрная пешка · d6 чёрная пешка · f6 чёрный слон · h6 чёрная пешка · c5 чёрный конь · d5 белая пешка · e5 чёрная пешка · c4 белый конь · e4 белая пешка · f4 белая пешка · a3 белый ферзь · c3 белая пешка · g3 белая пешка · h3 белая пешка · c2 белый слон · g2 белый король | b8 чёрная ладья · c8 чёрный ферзь · g8 чёрный король · a7 белая ладья · c7 чёрная пешка · f7 чёрная пешка · g7 чёрная пешка · d6 чёрная пешка · f6 чёрный слон · h6 чёрная пешка · c5 чёрный конь · d5 белая пешка · e5 чёрная пешка · c4 белый конь · e4 белая пешка · f4 белая пешка · a3 белый ферзь · c3 белая пешка · g3 белая пешка · h3 белая пешка · c2 белый слон · g2 белый король | 8 |
| 7 | b8 чёрная ладья · c8 чёрный ферзь · g8 чёрный король · a7 белая ладья · c7 чёрная пешка · f7 чёрная пешка · g7 чёрная пешка · d6 чёрная пешка · f6 чёрный слон · h6 чёрная пешка · c5 чёрный конь · d5 белая пешка · e5 чёрная пешка · c4 белый конь · e4 белая пешка · f4 белая пешка · a3 белый ферзь · c3 белая пешка · g3 белая пешка · h3 белая пешка · c2 белый слон · g2 белый король | b8 чёрная ладья · c8 чёрный ферзь · g8 чёрный король · a7 белая ладья · c7 чёрная пешка · f7 чёрная пешка · g7 чёрная пешка · d6 чёрная пешка · f6 чёрный слон · h6 чёрная пешка · c5 чёрный конь · d5 белая пешка · e5 чёрная пешка · c4 белый конь · e4 белая пешка · f4 белая пешка · a3 белый ферзь · c3 белая пешка · g3 белая пешка · h3 белая пешка · c2 белый слон · g2 белый король | b8 чёрная ладья · c8 чёрный ферзь · g8 чёрный король · a7 белая ладья · c7 чёрная пешка · f7 чёрная пешка · g7 чёрная пешка · d6 чёрная пешка · f6 чёрный слон · h6 чёрная пешка · c5 чёрный конь · d5 белая пешка · e5 чёрная пешка · c4 белый конь · e4 белая пешка · f4 белая пешка · a3 белый ферзь · c3 белая пешка · g3 белая пешка · h3 белая пешка · c2 белый слон · g2 белый король | b8 чёрная ладья · c8 чёрный ферзь · g8 чёрный король · a7 белая ладья · c7 чёрная пешка · f7 чёрная пешка · g7 чёрная пешка · d6 чёрная пешка · f6 чёрный слон · h6 чёрная пешка · c5 чёрный конь · d5 белая пешка · e5 чёрная пешка · c4 белый конь · e4 белая пешка · f4 белая пешка · a3 белый ферзь · c3 белая пешка · g3 белая пешка · h3 белая пешка · c2 белый слон · g2 белый король | b8 чёрная ладья · c8 чёрный ферзь · g8 чёрный король · a7 белая ладья · c7 чёрная пешка · f7 чёрная пешка · g7 чёрная пешка · d6 чёрная пешка · f6 чёрный слон · h6 чёрная пешка · c5 чёрный конь · d5 белая пешка · e5 чёрная пешка · c4 белый конь · e4 белая пешка · f4 белая пешка · a3 белый ферзь · c3 белая пешка · g3 белая пешка · h3 белая пешка · c2 белый слон · g2 белый король | b8 чёрная ладья · c8 чёрный ферзь · g8 чёрный король · a7 белая ладья · c7 чёрная пешка · f7 чёрная пешка · g7 чёрная пешка · d6 чёрная пешка · f6 чёрный слон · h6 чёрная пешка · c5 чёрный конь · d5 белая пешка · e5 чёрная пешка · c4 белый конь · e4 белая пешка · f4 белая пешка · a3 белый ферзь · c3 белая пешка · g3 белая пешка · h3 белая пешка · c2 белый слон · g2 белый король | b8 чёрная ладья · c8 чёрный ферзь · g8 чёрный король · a7 белая ладья · c7 чёрная пешка · f7 чёрная пешка · g7 чёрная пешка · d6 чёрная пешка · f6 чёрный слон · h6 чёрная пешка · c5 чёрный конь · d5 белая пешка · e5 чёрная пешка · c4 белый конь · e4 белая пешка · f4 белая пешка · a3 белый ферзь · c3 белая пешка · g3 белая пешка · h3 белая пешка · c2 белый слон · g2 белый король | b8 чёрная ладья · c8 чёрный ферзь · g8 чёрный король · a7 белая ладья · c7 чёрная пешка · f7 чёрная пешка · g7 чёрная пешка · d6 чёрная пешка · f6 чёрный слон · h6 чёрная пешка · c5 чёрный конь · d5 белая пешка · e5 чёрная пешка · c4 белый конь · e4 белая пешка · f4 белая пешка · a3 белый ферзь · c3 белая пешка · g3 белая пешка · h3 белая пешка · c2 белый слон · g2 белый король | 7 |
| 6 | b8 чёрная ладья · c8 чёрный ферзь · g8 чёрный король · a7 белая ладья · c7 чёрная пешка · f7 чёрная пешка · g7 чёрная пешка · d6 чёрная пешка · f6 чёрный слон · h6 чёрная пешка · c5 чёрный конь · d5 белая пешка · e5 чёрная пешка · c4 белый конь · e4 белая пешка · f4 белая пешка · a3 белый ферзь · c3 белая пешка · g3 белая пешка · h3 белая пешка · c2 белый слон · g2 белый король | b8 чёрная ладья · c8 чёрный ферзь · g8 чёрный король · a7 белая ладья · c7 чёрная пешка · f7 чёрная пешка · g7 чёрная пешка · d6 чёрная пешка · f6 чёрный слон · h6 чёрная пешка · c5 чёрный конь · d5 белая пешка · e5 чёрная пешка · c4 белый конь · e4 белая пешка · f4 белая пешка · a3 белый ферзь · c3 белая пешка · g3 белая пешка · h3 белая пешка · c2 белый слон · g2 белый король | b8 чёрная ладья · c8 чёрный ферзь · g8 чёрный король · a7 белая ладья · c7 чёрная пешка · f7 чёрная пешка · g7 чёрная пешка · d6 чёрная пешка · f6 чёрный слон · h6 чёрная пешка · c5 чёрный конь · d5 белая пешка · e5 чёрная пешка · c4 белый конь · e4 белая пешка · f4 белая пешка · a3 белый ферзь · c3 белая пешка · g3 белая пешка · h3 белая пешка · c2 белый слон · g2 белый король | b8 чёрная ладья · c8 чёрный ферзь · g8 чёрный король · a7 белая ладья · c7 чёрная пешка · f7 чёрная пешка · g7 чёрная пешка · d6 чёрная пешка · f6 чёрный слон · h6 чёрная пешка · c5 чёрный конь · d5 белая пешка · e5 чёрная пешка · c4 белый конь · e4 белая пешка · f4 белая пешка · a3 белый ферзь · c3 белая пешка · g3 белая пешка · h3 белая пешка · c2 белый слон · g2 белый король | b8 чёрная ладья · c8 чёрный ферзь · g8 чёрный король · a7 белая ладья · c7 чёрная пешка · f7 чёрная пешка · g7 чёрная пешка · d6 чёрная пешка · f6 чёрный слон · h6 чёрная пешка · c5 чёрный конь · d5 белая пешка · e5 чёрная пешка · c4 белый конь · e4 белая пешка · f4 белая пешка · a3 белый ферзь · c3 белая пешка · g3 белая пешка · h3 белая пешка · c2 белый слон · g2 белый король | b8 чёрная ладья · c8 чёрный ферзь · g8 чёрный король · a7 белая ладья · c7 чёрная пешка · f7 чёрная пешка · g7 чёрная пешка · d6 чёрная пешка · f6 чёрный слон · h6 чёрная пешка · c5 чёрный конь · d5 белая пешка · e5 чёрная пешка · c4 белый конь · e4 белая пешка · f4 белая пешка · a3 белый ферзь · c3 белая пешка · g3 белая пешка · h3 белая пешка · c2 белый слон · g2 белый король | b8 чёрная ладья · c8 чёрный ферзь · g8 чёрный король · a7 белая ладья · c7 чёрная пешка · f7 чёрная пешка · g7 чёрная пешка · d6 чёрная пешка · f6 чёрный слон · h6 чёрная пешка · c5 чёрный конь · d5 белая пешка · e5 чёрная пешка · c4 белый конь · e4 белая пешка · f4 белая пешка · a3 белый ферзь · c3 белая пешка · g3 белая пешка · h3 белая пешка · c2 белый слон · g2 белый король | b8 чёрная ладья · c8 чёрный ферзь · g8 чёрный король · a7 белая ладья · c7 чёрная пешка · f7 чёрная пешка · g7 чёрная пешка · d6 чёрная пешка · f6 чёрный слон · h6 чёрная пешка · c5 чёрный конь · d5 белая пешка · e5 чёрная пешка · c4 белый конь · e4 белая пешка · f4 белая пешка · a3 белый ферзь · c3 белая пешка · g3 белая пешка · h3 белая пешка · c2 белый слон · g2 белый король | 6 |
| 5 | b8 чёрная ладья · c8 чёрный ферзь · g8 чёрный король · a7 белая ладья · c7 чёрная пешка · f7 чёрная пешка · g7 чёрная пешка · d6 чёрная пешка · f6 чёрный слон · h6 чёрная пешка · c5 чёрный конь · d5 белая пешка · e5 чёрная пешка · c4 белый конь · e4 белая пешка · f4 белая пешка · a3 белый ферзь · c3 белая пешка · g3 белая пешка · h3 белая пешка · c2 белый слон · g2 белый король | b8 чёрная ладья · c8 чёрный ферзь · g8 чёрный король · a7 белая ладья · c7 чёрная пешка · f7 чёрная пешка · g7 чёрная пешка · d6 чёрная пешка · f6 чёрный слон · h6 чёрная пешка · c5 чёрный конь · d5 белая пешка · e5 чёрная пешка · c4 белый конь · e4 белая пешка · f4 белая пешка · a3 белый ферзь · c3 белая пешка · g3 белая пешка · h3 белая пешка · c2 белый слон · g2 белый король | b8 чёрная ладья · c8 чёрный ферзь · g8 чёрный король · a7 белая ладья · c7 чёрная пешка · f7 чёрная пешка · g7 чёрная пешка · d6 чёрная пешка · f6 чёрный слон · h6 чёрная пешка · c5 чёрный конь · d5 белая пешка · e5 чёрная пешка · c4 белый конь · e4 белая пешка · f4 белая пешка · a3 белый ферзь · c3 белая пешка · g3 белая пешка · h3 белая пешка · c2 белый слон · g2 белый король | b8 чёрная ладья · c8 чёрный ферзь · g8 чёрный король · a7 белая ладья · c7 чёрная пешка · f7 чёрная пешка · g7 чёрная пешка · d6 чёрная пешка · f6 чёрный слон · h6 чёрная пешка · c5 чёрный конь · d5 белая пешка · e5 чёрная пешка · c4 белый конь · e4 белая пешка · f4 белая пешка · a3 белый ферзь · c3 белая пешка · g3 белая пешка · h3 белая пешка · c2 белый слон · g2 белый король | b8 чёрная ладья · c8 чёрный ферзь · g8 чёрный король · a7 белая ладья · c7 чёрная пешка · f7 чёрная пешка · g7 чёрная пешка · d6 чёрная пешка · f6 чёрный слон · h6 чёрная пешка · c5 чёрный конь · d5 белая пешка · e5 чёрная пешка · c4 белый конь · e4 белая пешка · f4 белая пешка · a3 белый ферзь · c3 белая пешка · g3 белая пешка · h3 белая пешка · c2 белый слон · g2 белый король | b8 чёрная ладья · c8 чёрный ферзь · g8 чёрный король · a7 белая ладья · c7 чёрная пешка · f7 чёрная пешка · g7 чёрная пешка · d6 чёрная пешка · f6 чёрный слон · h6 чёрная пешка · c5 чёрный конь · d5 белая пешка · e5 чёрная пешка · c4 белый конь · e4 белая пешка · f4 белая пешка · a3 белый ферзь · c3 белая пешка · g3 белая пешка · h3 белая пешка · c2 белый слон · g2 белый король | b8 чёрная ладья · c8 чёрный ферзь · g8 чёрный король · a7 белая ладья · c7 чёрная пешка · f7 чёрная пешка · g7 чёрная пешка · d6 чёрная пешка · f6 чёрный слон · h6 чёрная пешка · c5 чёрный конь · d5 белая пешка · e5 чёрная пешка · c4 белый конь · e4 белая пешка · f4 белая пешка · a3 белый ферзь · c3 белая пешка · g3 белая пешка · h3 белая пешка · c2 белый слон · g2 белый король | b8 чёрная ладья · c8 чёрный ферзь · g8 чёрный король · a7 белая ладья · c7 чёрная пешка · f7 чёрная пешка · g7 чёрная пешка · d6 чёрная пешка · f6 чёрный слон · h6 чёрная пешка · c5 чёрный конь · d5 белая пешка · e5 чёрная пешка · c4 белый конь · e4 белая пешка · f4 белая пешка · a3 белый ферзь · c3 белая пешка · g3 белая пешка · h3 белая пешка · c2 белый слон · g2 белый король | 5 |
| 4 | b8 чёрная ладья · c8 чёрный ферзь · g8 чёрный король · a7 белая ладья · c7 чёрная пешка · f7 чёрная пешка · g7 чёрная пешка · d6 чёрная пешка · f6 чёрный слон · h6 чёрная пешка · c5 чёрный конь · d5 белая пешка · e5 чёрная пешка · c4 белый конь · e4 белая пешка · f4 белая пешка · a3 белый ферзь · c3 белая пешка · g3 белая пешка · h3 белая пешка · c2 белый слон · g2 белый король | b8 чёрная ладья · c8 чёрный ферзь · g8 чёрный король · a7 белая ладья · c7 чёрная пешка · f7 чёрная пешка · g7 чёрная пешка · d6 чёрная пешка · f6 чёрный слон · h6 чёрная пешка · c5 чёрный конь · d5 белая пешка · e5 чёрная пешка · c4 белый конь · e4 белая пешка · f4 белая пешка · a3 белый ферзь · c3 белая пешка · g3 белая пешка · h3 белая пешка · c2 белый слон · g2 белый король | b8 чёрная ладья · c8 чёрный ферзь · g8 чёрный король · a7 белая ладья · c7 чёрная пешка · f7 чёрная пешка · g7 чёрная пешка · d6 чёрная пешка · f6 чёрный слон · h6 чёрная пешка · c5 чёрный конь · d5 белая пешка · e5 чёрная пешка · c4 белый конь · e4 белая пешка · f4 белая пешка · a3 белый ферзь · c3 белая пешка · g3 белая пешка · h3 белая пешка · c2 белый слон · g2 белый король | b8 чёрная ладья · c8 чёрный ферзь · g8 чёрный король · a7 белая ладья · c7 чёрная пешка · f7 чёрная пешка · g7 чёрная пешка · d6 чёрная пешка · f6 чёрный слон · h6 чёрная пешка · c5 чёрный конь · d5 белая пешка · e5 чёрная пешка · c4 белый конь · e4 белая пешка · f4 белая пешка · a3 белый ферзь · c3 белая пешка · g3 белая пешка · h3 белая пешка · c2 белый слон · g2 белый король | b8 чёрная ладья · c8 чёрный ферзь · g8 чёрный король · a7 белая ладья · c7 чёрная пешка · f7 чёрная пешка · g7 чёрная пешка · d6 чёрная пешка · f6 чёрный слон · h6 чёрная пешка · c5 чёрный конь · d5 белая пешка · e5 чёрная пешка · c4 белый конь · e4 белая пешка · f4 белая пешка · a3 белый ферзь · c3 белая пешка · g3 белая пешка · h3 белая пешка · c2 белый слон · g2 белый король | b8 чёрная ладья · c8 чёрный ферзь · g8 чёрный король · a7 белая ладья · c7 чёрная пешка · f7 чёрная пешка · g7 чёрная пешка · d6 чёрная пешка · f6 чёрный слон · h6 чёрная пешка · c5 чёрный конь · d5 белая пешка · e5 чёрная пешка · c4 белый конь · e4 белая пешка · f4 белая пешка · a3 белый ферзь · c3 белая пешка · g3 белая пешка · h3 белая пешка · c2 белый слон · g2 белый король | b8 чёрная ладья · c8 чёрный ферзь · g8 чёрный король · a7 белая ладья · c7 чёрная пешка · f7 чёрная пешка · g7 чёрная пешка · d6 чёрная пешка · f6 чёрный слон · h6 чёрная пешка · c5 чёрный конь · d5 белая пешка · e5 чёрная пешка · c4 белый конь · e4 белая пешка · f4 белая пешка · a3 белый ферзь · c3 белая пешка · g3 белая пешка · h3 белая пешка · c2 белый слон · g2 белый король | b8 чёрная ладья · c8 чёрный ферзь · g8 чёрный король · a7 белая ладья · c7 чёрная пешка · f7 чёрная пешка · g7 чёрная пешка · d6 чёрная пешка · f6 чёрный слон · h6 чёрная пешка · c5 чёрный конь · d5 белая пешка · e5 чёрная пешка · c4 белый конь · e4 белая пешка · f4 белая пешка · a3 белый ферзь · c3 белая пешка · g3 белая пешка · h3 белая пешка · c2 белый слон · g2 белый король | 4 |
| 3 | b8 чёрная ладья · c8 чёрный ферзь · g8 чёрный король · a7 белая ладья · c7 чёрная пешка · f7 чёрная пешка · g7 чёрная пешка · d6 чёрная пешка · f6 чёрный слон · h6 чёрная пешка · c5 чёрный конь · d5 белая пешка · e5 чёрная пешка · c4 белый конь · e4 белая пешка · f4 белая пешка · a3 белый ферзь · c3 белая пешка · g3 белая пешка · h3 белая пешка · c2 белый слон · g2 белый король | b8 чёрная ладья · c8 чёрный ферзь · g8 чёрный король · a7 белая ладья · c7 чёрная пешка · f7 чёрная пешка · g7 чёрная пешка · d6 чёрная пешка · f6 чёрный слон · h6 чёрная пешка · c5 чёрный конь · d5 белая пешка · e5 чёрная пешка · c4 белый конь · e4 белая пешка · f4 белая пешка · a3 белый ферзь · c3 белая пешка · g3 белая пешка · h3 белая пешка · c2 белый слон · g2 белый король | b8 чёрная ладья · c8 чёрный ферзь · g8 чёрный король · a7 белая ладья · c7 чёрная пешка · f7 чёрная пешка · g7 чёрная пешка · d6 чёрная пешка · f6 чёрный слон · h6 чёрная пешка · c5 чёрный конь · d5 белая пешка · e5 чёрная пешка · c4 белый конь · e4 белая пешка · f4 белая пешка · a3 белый ферзь · c3 белая пешка · g3 белая пешка · h3 белая пешка · c2 белый слон · g2 белый король | b8 чёрная ладья · c8 чёрный ферзь · g8 чёрный король · a7 белая ладья · c7 чёрная пешка · f7 чёрная пешка · g7 чёрная пешка · d6 чёрная пешка · f6 чёрный слон · h6 чёрная пешка · c5 чёрный конь · d5 белая пешка · e5 чёрная пешка · c4 белый конь · e4 белая пешка · f4 белая пешка · a3 белый ферзь · c3 белая пешка · g3 белая пешка · h3 белая пешка · c2 белый слон · g2 белый король | b8 чёрная ладья · c8 чёрный ферзь · g8 чёрный король · a7 белая ладья · c7 чёрная пешка · f7 чёрная пешка · g7 чёрная пешка · d6 чёрная пешка · f6 чёрный слон · h6 чёрная пешка · c5 чёрный конь · d5 белая пешка · e5 чёрная пешка · c4 белый конь · e4 белая пешка · f4 белая пешка · a3 белый ферзь · c3 белая пешка · g3 белая пешка · h3 белая пешка · c2 белый слон · g2 белый король | b8 чёрная ладья · c8 чёрный ферзь · g8 чёрный король · a7 белая ладья · c7 чёрная пешка · f7 чёрная пешка · g7 чёрная пешка · d6 чёрная пешка · f6 чёрный слон · h6 чёрная пешка · c5 чёрный конь · d5 белая пешка · e5 чёрная пешка · c4 белый конь · e4 белая пешка · f4 белая пешка · a3 белый ферзь · c3 белая пешка · g3 белая пешка · h3 белая пешка · c2 белый слон · g2 белый король | b8 чёрная ладья · c8 чёрный ферзь · g8 чёрный король · a7 белая ладья · c7 чёрная пешка · f7 чёрная пешка · g7 чёрная пешка · d6 чёрная пешка · f6 чёрный слон · h6 чёрная пешка · c5 чёрный конь · d5 белая пешка · e5 чёрная пешка · c4 белый конь · e4 белая пешка · f4 белая пешка · a3 белый ферзь · c3 белая пешка · g3 белая пешка · h3 белая пешка · c2 белый слон · g2 белый король | b8 чёрная ладья · c8 чёрный ферзь · g8 чёрный король · a7 белая ладья · c7 чёрная пешка · f7 чёрная пешка · g7 чёрная пешка · d6 чёрная пешка · f6 чёрный слон · h6 чёрная пешка · c5 чёрный конь · d5 белая пешка · e5 чёрная пешка · c4 белый конь · e4 белая пешка · f4 белая пешка · a3 белый ферзь · c3 белая пешка · g3 белая пешка · h3 белая пешка · c2 белый слон · g2 белый король | 3 |
| 2 | b8 чёрная ладья · c8 чёрный ферзь · g8 чёрный король · a7 белая ладья · c7 чёрная пешка · f7 чёрная пешка · g7 чёрная пешка · d6 чёрная пешка · f6 чёрный слон · h6 чёрная пешка · c5 чёрный конь · d5 белая пешка · e5 чёрная пешка · c4 белый конь · e4 белая пешка · f4 белая пешка · a3 белый ферзь · c3 белая пешка · g3 белая пешка · h3 белая пешка · c2 белый слон · g2 белый король | b8 чёрная ладья · c8 чёрный ферзь · g8 чёрный король · a7 белая ладья · c7 чёрная пешка · f7 чёрная пешка · g7 чёрная пешка · d6 чёрная пешка · f6 чёрный слон · h6 чёрная пешка · c5 чёрный конь · d5 белая пешка · e5 чёрная пешка · c4 белый конь · e4 белая пешка · f4 белая пешка · a3 белый ферзь · c3 белая пешка · g3 белая пешка · h3 белая пешка · c2 белый слон · g2 белый король | b8 чёрная ладья · c8 чёрный ферзь · g8 чёрный король · a7 белая ладья · c7 чёрная пешка · f7 чёрная пешка · g7 чёрная пешка · d6 чёрная пешка · f6 чёрный слон · h6 чёрная пешка · c5 чёрный конь · d5 белая пешка · e5 чёрная пешка · c4 белый конь · e4 белая пешка · f4 белая пешка · a3 белый ферзь · c3 белая пешка · g3 белая пешка · h3 белая пешка · c2 белый слон · g2 белый король | b8 чёрная ладья · c8 чёрный ферзь · g8 чёрный король · a7 белая ладья · c7 чёрная пешка · f7 чёрная пешка · g7 чёрная пешка · d6 чёрная пешка · f6 чёрный слон · h6 чёрная пешка · c5 чёрный конь · d5 белая пешка · e5 чёрная пешка · c4 белый конь · e4 белая пешка · f4 белая пешка · a3 белый ферзь · c3 белая пешка · g3 белая пешка · h3 белая пешка · c2 белый слон · g2 белый король | b8 чёрная ладья · c8 чёрный ферзь · g8 чёрный король · a7 белая ладья · c7 чёрная пешка · f7 чёрная пешка · g7 чёрная пешка · d6 чёрная пешка · f6 чёрный слон · h6 чёрная пешка · c5 чёрный конь · d5 белая пешка · e5 чёрная пешка · c4 белый конь · e4 белая пешка · f4 белая пешка · a3 белый ферзь · c3 белая пешка · g3 белая пешка · h3 белая пешка · c2 белый слон · g2 белый король | b8 чёрная ладья · c8 чёрный ферзь · g8 чёрный король · a7 белая ладья · c7 чёрная пешка · f7 чёрная пешка · g7 чёрная пешка · d6 чёрная пешка · f6 чёрный слон · h6 чёрная пешка · c5 чёрный конь · d5 белая пешка · e5 чёрная пешка · c4 белый конь · e4 белая пешка · f4 белая пешка · a3 белый ферзь · c3 белая пешка · g3 белая пешка · h3 белая пешка · c2 белый слон · g2 белый король | b8 чёрная ладья · c8 чёрный ферзь · g8 чёрный король · a7 белая ладья · c7 чёрная пешка · f7 чёрная пешка · g7 чёрная пешка · d6 чёрная пешка · f6 чёрный слон · h6 чёрная пешка · c5 чёрный конь · d5 белая пешка · e5 чёрная пешка · c4 белый конь · e4 белая пешка · f4 белая пешка · a3 белый ферзь · c3 белая пешка · g3 белая пешка · h3 белая пешка · c2 белый слон · g2 белый король | b8 чёрная ладья · c8 чёрный ферзь · g8 чёрный король · a7 белая ладья · c7 чёрная пешка · f7 чёрная пешка · g7 чёрная пешка · d6 чёрная пешка · f6 чёрный слон · h6 чёрная пешка · c5 чёрный конь · d5 белая пешка · e5 чёрная пешка · c4 белый конь · e4 белая пешка · f4 белая пешка · a3 белый ферзь · c3 белая пешка · g3 белая пешка · h3 белая пешка · c2 белый слон · g2 белый король | 2 |
| 1 | b8 чёрная ладья · c8 чёрный ферзь · g8 чёрный король · a7 белая ладья · c7 чёрная пешка · f7 чёрная пешка · g7 чёрная пешка · d6 чёрная пешка · f6 чёрный слон · h6 чёрная пешка · c5 чёрный конь · d5 белая пешка · e5 чёрная пешка · c4 белый конь · e4 белая пешка · f4 белая пешка · a3 белый ферзь · c3 белая пешка · g3 белая пешка · h3 белая пешка · c2 белый слон · g2 белый король | b8 чёрная ладья · c8 чёрный ферзь · g8 чёрный король · a7 белая ладья · c7 чёрная пешка · f7 чёрная пешка · g7 чёрная пешка · d6 чёрная пешка · f6 чёрный слон · h6 чёрная пешка · c5 чёрный конь · d5 белая пешка · e5 чёрная пешка · c4 белый конь · e4 белая пешка · f4 белая пешка · a3 белый ферзь · c3 белая пешка · g3 белая пешка · h3 белая пешка · c2 белый слон · g2 белый король | b8 чёрная ладья · c8 чёрный ферзь · g8 чёрный король · a7 белая ладья · c7 чёрная пешка · f7 чёрная пешка · g7 чёрная пешка · d6 чёрная пешка · f6 чёрный слон · h6 чёрная пешка · c5 чёрный конь · d5 белая пешка · e5 чёрная пешка · c4 белый конь · e4 белая пешка · f4 белая пешка · a3 белый ферзь · c3 белая пешка · g3 белая пешка · h3 белая пешка · c2 белый слон · g2 белый король | b8 чёрная ладья · c8 чёрный ферзь · g8 чёрный король · a7 белая ладья · c7 чёрная пешка · f7 чёрная пешка · g7 чёрная пешка · d6 чёрная пешка · f6 чёрный слон · h6 чёрная пешка · c5 чёрный конь · d5 белая пешка · e5 чёрная пешка · c4 белый конь · e4 белая пешка · f4 белая пешка · a3 белый ферзь · c3 белая пешка · g3 белая пешка · h3 белая пешка · c2 белый слон · g2 белый король | b8 чёрная ладья · c8 чёрный ферзь · g8 чёрный король · a7 белая ладья · c7 чёрная пешка · f7 чёрная пешка · g7 чёрная пешка · d6 чёрная пешка · f6 чёрный слон · h6 чёрная пешка · c5 чёрный конь · d5 белая пешка · e5 чёрная пешка · c4 белый конь · e4 белая пешка · f4 белая пешка · a3 белый ферзь · c3 белая пешка · g3 белая пешка · h3 белая пешка · c2 белый слон · g2 белый король | b8 чёрная ладья · c8 чёрный ферзь · g8 чёрный король · a7 белая ладья · c7 чёрная пешка · f7 чёрная пешка · g7 чёрная пешка · d6 чёрная пешка · f6 чёрный слон · h6 чёрная пешка · c5 чёрный конь · d5 белая пешка · e5 чёрная пешка · c4 белый конь · e4 белая пешка · f4 белая пешка · a3 белый ферзь · c3 белая пешка · g3 белая пешка · h3 белая пешка · c2 белый слон · g2 белый король | b8 чёрная ладья · c8 чёрный ферзь · g8 чёрный король · a7 белая ладья · c7 чёрная пешка · f7 чёрная пешка · g7 чёрная пешка · d6 чёрная пешка · f6 чёрный слон · h6 чёрная пешка · c5 чёрный конь · d5 белая пешка · e5 чёрная пешка · c4 белый конь · e4 белая пешка · f4 белая пешка · a3 белый ферзь · c3 белая пешка · g3 белая пешка · h3 белая пешка · c2 белый слон · g2 белый король | b8 чёрная ладья · c8 чёрный ферзь · g8 чёрный король · a7 белая ладья · c7 чёрная пешка · f7 чёрная пешка · g7 чёрная пешка · d6 чёрная пешка · f6 чёрный слон · h6 чёрная пешка · c5 чёрный конь · d5 белая пешка · e5 чёрная пешка · c4 белый конь · e4 белая пешка · f4 белая пешка · a3 белый ферзь · c3 белая пешка · g3 белая пешка · h3 белая пешка · c2 белый слон · g2 белый король | 1 |
|   | a | b | c | d | e | f | g | h |   |

Алехин — Б. Нильсен, Мюнхен, 1941 г.
1. e4 e5 2. Кf3 Кc6 3. Сb5 a6  4. Сa4 Кf6  5. 0–0 Сe7  6. Фe2 b5 7. Сb3 d6  8. c3 0–0  9. d4 Сg4 10. Лd1 Фd7  11. h3 Сh5  12. a4 Лab8 13. ab ab  14. Сg5 h6  15. Сh4 Лfe8 16. d5 Кd8  17. С:f6 С:f6  18. Лa7 Кb7 19. Кbd2 Кc5  20. Сc2 b4  21. Кc4 bc 22. bc Лec8  23. Лda1 Фe8  24. Фe3 С:f3 25. Ф:f3 Лa8  26. Фd1 Л:a7  27. Л:a7 Фd8 28. Фa1 Лb8  29. g3 Фc8  30. Крg2 Сd8 31. Фa3 Сf6 32. f4 (см. диаграмму) 32... ef  33. gf Фe8 34. e5 Кd7  35. Л:c7 de 36. f5 e4  37. Кe3 Сe5  38. Лa7 Фd8 39. Кg4 Фh4  40. К:e5 К:e5  41. Фc1 Кd3 42. С:d3 ed  43. Лa2 Фe4+  44. Крg3 Ф:d5 45. Лf2 Лd8  46. Фd2 Фe5+  47. Крg2 Фe4+ 48. Крg3 Лd5  49. Лf4 Фe5  50. Крf3 Фf6 51. Крe4 Фd6  52. Крf3 Лe5  53. Лd4 Л:f5+ 54. Крg2 Фg6+  55. Крh2 Лf3  56. Лg4 Фf5 57. Крg2 Фd5  58. Лd4 Фa8  59. Лd8+ Ф:d8 60. Кр:f3 Фf6+  61. Крe4 Фh4+  62. Кр:d3 Фd8+  63. Крe2 Ф:d2+  64. Кр:d2 f5 65. Крe3 g5  66. Крd4 g4  67. Крe3 Крf7 68. h4 g3  69. h5 f4+  70. Крf3 Крe6.
Белые сдались.

## Спортивные результаты
| Год  | Город       | Соревнование                                                 | +  | − | = | Результат | Место              |
| ---- | ----------- | ------------------------------------------------------------ | -- | - | - | --------- | ------------------ |
| 1932 | Эсбьерг     | Чемпионат Дании                                              |    |   |   |           | [ 4 ]              |
| 1933 | Наксков     | Чемпионат Дании                                              |    |   |   |           | [ 4 ]              |
|      | Фолкстон    | V Олимпиада (сборная Дании, 4-я доска)                       | 4  | 2 | 7 | 7½ из 13  |                    |
|      | Копенгаген  | Турнир датских шахматистов                                   |    |   |   |           | 6—7                |
| 1934 | Вайле       | Чемпионат Дании                                              | 4  | 1 | 2 | 5 из 7    | 2                  |
|      | Копенгаген  | Турнир северных стран                                        |    |   |   |           | [ 5 ]              |
| 1935 | Копенгаген  | Чемпионат Дании                                              |    |   |   |           | [ 4 ]              |
|      | Варшава     | VI Олимпиада (сборная Дании, 2-я доска)                      | 3  | 5 | 6 | 6 из 14   |                    |
| 1936 | Хернинг     | Чемпионат Дании                                              |    |   |   |           | [ 4 ]              |
|      | Мюнхен      | Неофициальная шахматная олимпиада (сборная Дании, 3-я доска) | 10 | 2 | 3 | 11½ из 15 | 1-е место на доске |
| 1937 | Оденсе      | Чемпионат Дании                                              |    |   |   |           | [ 6 ]              |
| 1938 | Ольборг     | Чемпионат Дании                                              | 4  | 2 | 1 | 4½ из 7   | 2                  |
| 1939 | Нествед     | Чемпионат Дании                                              | 4  | 2 | 3 | 5½ из 9   | 4                  |
| 1940 | Раннерс     | Чемпионат Дании                                              | 1  | 2 | 3 | 2½ из 6   | 3—4                |
| 1941 | Копенгаген  | Чемпионат Дании                                              | 4  | 0 | 5 | 6½ из 9   | 1                  |
|      | Мюнхен      | Международный турнир (чемпионат Европы)                      | 6  | 3 | 6 | 9 из 15   | 5—6                |
| 1942 | Нёрресуннбю | Чемпионат Дании                                              | 6  | 2 | 2 | 7 из 10   | 1                  |
| 1943 | Хельсингёр  | Чемпионат Дании                                              | 2  | 2 | 3 | 3½ из 7   | 3                  |
| 1944 | Оденсе      | Чемпионат Дании                                              | 4  | 0 | 4 | 6 из 8    | 1                  |
| 1945 | Оденсе      | Чемпионат Дании                                              | 6  | 3 | 1 | 6½ из 10  | 2—3                |
| 1946 | Нюкёбинг    | Чемпионат Дании                                              | 5  | 0 | 4 | 7 из 9    | 1                  |
| 1947 | Эсбьерг     | Чемпионат Дании                                              | 5  | 0 | 4 | 7 из 9    | 1—2                |
| 1948 | Орхус       | Чемпионат Дании                                              | 4  | 2 | 2 | 5 из 8    | 3—4                |
| 1949 | Копенгаген  | Чемпионат Дании                                              | 6  | 1 | 3 | 7½ из 10  | 1—2                |